# لالويد ماكلين
لالويد ماكلين (2 أغسطس 1991 في المملكة المتحدة - ) (بالإنجليزية: Lloyd Macklin)‏ هو لاعب كرة قدم بريطاني في مركز الوسط. لعب مع سويندون تاون ونادي فارنبوروه ونادي سالزبري سيتي وBasingstoke Town F.C. ‏ ونادي توركي يونايتد.

## وصلات خارجية
- لالويد ماكلين على موقع قاعدة بيانات كرة القدم.إي يو (الإنجليزية)
- لالويد ماكلين على موقع Soccerbase.com (لاعب) (الإنجليزية)
- لالويد ماكلين على موقع Soccerway.com (الإنجليزية)